# Iman (islam)
Iman (tur. iman ← arap. īmān; jezično glagol   أمن – يؤمن  znači davanje sigurnosti i vjerovanje ), u islamskoj teologiji označava islamsku vjeroispovijest. Označava kulturno štovanje i vjerovanje u jednog Boga, objašnjavanje svijeta tom vjerom, islamsku vjeru, zakon, Islam kao takav. Pod imanom može se misliti i na cjelokupnu vjeru. Pripadnici ehli sunneta bili su dvojaka stava o povećanju i smanjenju imana. Većina pripadnika držala je da su djela sastavni dio imana. Manjinska, koju čine imam Ebu Hanife i njegovi sljedbenici drže da djela nisu sastavni dio imana. Skupine koje smatraju da se iman ne povećava i ne smanjuje su šumerije, nedžarije i gejlanije. Po Kuranu, izričito i jasno stoji da se iman povećava, čega su potvrde brojni hadisi Poslanika Muhameda te predaje prvih naraštaja. Ali, ovo se pitanje različito interpretiralo u povijesti islama. Razilaženje u tjumačenjima pojavilo se kao ishod definiranja biti imana. Dvije su suprotstavljene skupine oko kojih se polarizirao pristup ovom pitanju vjere. Jedni su haridžije (i mutezili) koji su tvrdili da vjeru u srcu moraju pratiti dobra djela, te s druge strane murdžija koji su uzimali da bît imana čini vjerovanje srcem te dobra djela ne moraju ići za time. Dva krajnja stava ugrozila su islam svaki na svoj način. Haridžije su bile toliko nerealni u čistunstvu da je to prijetilo opstanku muslimanske zajednice. Murdžije su bile toliko konformistične što je činili im pristup preliberalnim da je narušavao same osnove islamske moralnosti. Ehlisunetski stručnjaci drže da su djela neophodna, no tko ih nije počinio grješnikom je, ali ne i nevjernikom. Pitanje imana - vjerovanja u muslimanskoj povijesti jedno je od prvih i najdiskutabilnijih pitanja s kojim su se prvi muslimani suočili nakon sukoba Alije bin Ebi Taliba i Muavije.